# Castanopsis lanceifolia
Castanopsis lanceifolia là một loài thực vật có hoa trong họ Fagaceae. Loài này được (Oerst.) Hickel & A.Camus mô tả khoa học đầu tiên năm 1922.